# Magnistipula cerebriformis
Magnistipula cerebriformis är en tvåhjärtbladig växtart som först beskrevs av René Paul Raymond Capuron, och fick sitt nu gällande namn av Frank White. Magnistipula cerebriformis ingår i släktet Magnistipula och familjen Chrysobalanaceae. Inga underarter finns listade i Catalogue of Life.